# عباس شاهين
عباس شاهين (15 يناير 1963 -) ممثل ومغنٍ سبعاوي

## حياته
خريج الجامعة اللبنانية، عمل مع الفنان زياد الرحباني مسرحيتين «لولا فسحة الأمل استفاد كثيرا من هذه التجربة وانطلق في المسرح وأيضا كان مع زياد في برنامجه الاذاعي» العقل زيني نقطة تحول بحياته، وكذلك عمل أيضا مع الفنانين مارسيل خليفة وخالد الهبر وأحمد قعبور وسامي  حواط وكانت تجربة رائعة معهم ومهمة على مستوى تمثيل هذه الأغنية حول العالم قدّم شاهين صوراً كاريكاتورية ساخرة جسدت إلى حدّ بعيد تلك الشخصيات اللبنانية المتنافرة بكل تناقضاتها وقفشاتها التي خبرها اللبنانيون منذ اندلاع أزمتهم الوطنية.

## سيرته
انطلق من خلال البرنامج الاذاعي "العقل زينة في إذاعة صوت الشعب مع زياد الرحباني.
عمل مع مارسيل خليفة وخالد الهبر وأحمد قعبور وسامي حواط وقدم معهم حفلات عديدة حول العالم.
شكل ثنائي ناجح مع عادل كرم تمثل في عدة برامج كوميدية منها برنامج لا يمل، «ما في متلو»، مغامرات أبو رياض.
في الموسيقا درس الإيقاع سنتين في الكونسرفاتوار، وآلته الإيقاعية هي الدف.

## أعماله
- العقل زينة: برنامج إذاعي، 1987.
- بخصوص الكرامة والشعب العنيد: مسرحية، 1993.
- لولا فسحة الأمل: مسرحية، 1994.
- مغامرات أبو رياض: سكتشات كوميدية تلفزيونية: 2008.
- لا يمل: سكتشات كوميدية تلفزيونية
- ما في متلو: سكتشات كوميدية تلفزيونية: 2016.
- لعيونك بتمون (وحياتك بتمون): أغنية من ضمن مجموعة إعلانات لقناة المستقبل.

## وصلات خارجية
- لقاء مع عباس شاهين في برنامج هيدا حكي